# Tour de Filipinas
El Tour de Filipinas (oficialmente: Le Tour de Filipinas), es una carrera ciclista profesional por etapas que se disputa en Filipinas, a mediados del mes febrero.
Tiene sus orígenes en 1955, con una carrera de tres días entre Manila y Vigan. Posteriormente pasó a denominarse Tour de Luzón hasta 1998 en que sufrió un parón. Fue relanzada en 2002 con el nombre FedEx Express Tour y en 2005, Tour de Oro. De 2006 a 2009 se denominó Padyak Pinoy, hasta que en 2010 al ser incluida en el calendario internacional pasó a llamarse Tour de Filipinas formando parte del UCI Asia Tour, dentro de la categoría 2.2 (última categoría del profesionalismo). 
Consta de cuatro etapas, la última de ellas de montaña.

## Palmarés
| Año  | Ganador          | Segundo               | Tercero               |
| ---- | ---------------- | --------------------- | --------------------- |
| 2010 | David McCann     | Lloyd Lucien Reynante | Baler Ravina          |
| 2011 | Rahim Ememi      | Farshad Salehian      | Amir Zargari          |
| 2012 | Baler Ravina     | Sea Keong Loh         | Joel Calderon         |
| 2013 | Ghader Mizbani   | Amir Kolahdozhagh     | John Ebsen            |
| 2014 | Mark Galedo      | Eric Sheppard         | Alireza Asgharzadeh   |
| 2015 | Thomas Lebas     | Mark Galedo           | Damien Monier         |
| 2016 | Oleg Zemlyakov   | Yevgeniy Gidich       | Maral-Erdene Batmunkh |
| 2017 | Jai Crawford     | Daniel Whitehouse     | Fernando Grijalba     |
| 2018 | El Joshua Cariño | Metkel Eyob           | Ronald Oranza         |
| 2019 | Jeroen Meijers   | Choon Huat Goh        | Angus Lyons           |

## Palmarés por países
| País         | Victorias |
| ------------ | --------- |
| Filipinas    | 3         |
| Irán         | 2         |
| Irlanda      | 1         |
| Francia      | 1         |
| Kazajistán   | 1         |
| Australia    | 1         |
| Países Bajos | 1         |